# Skarbiec katedralny w Trewirze

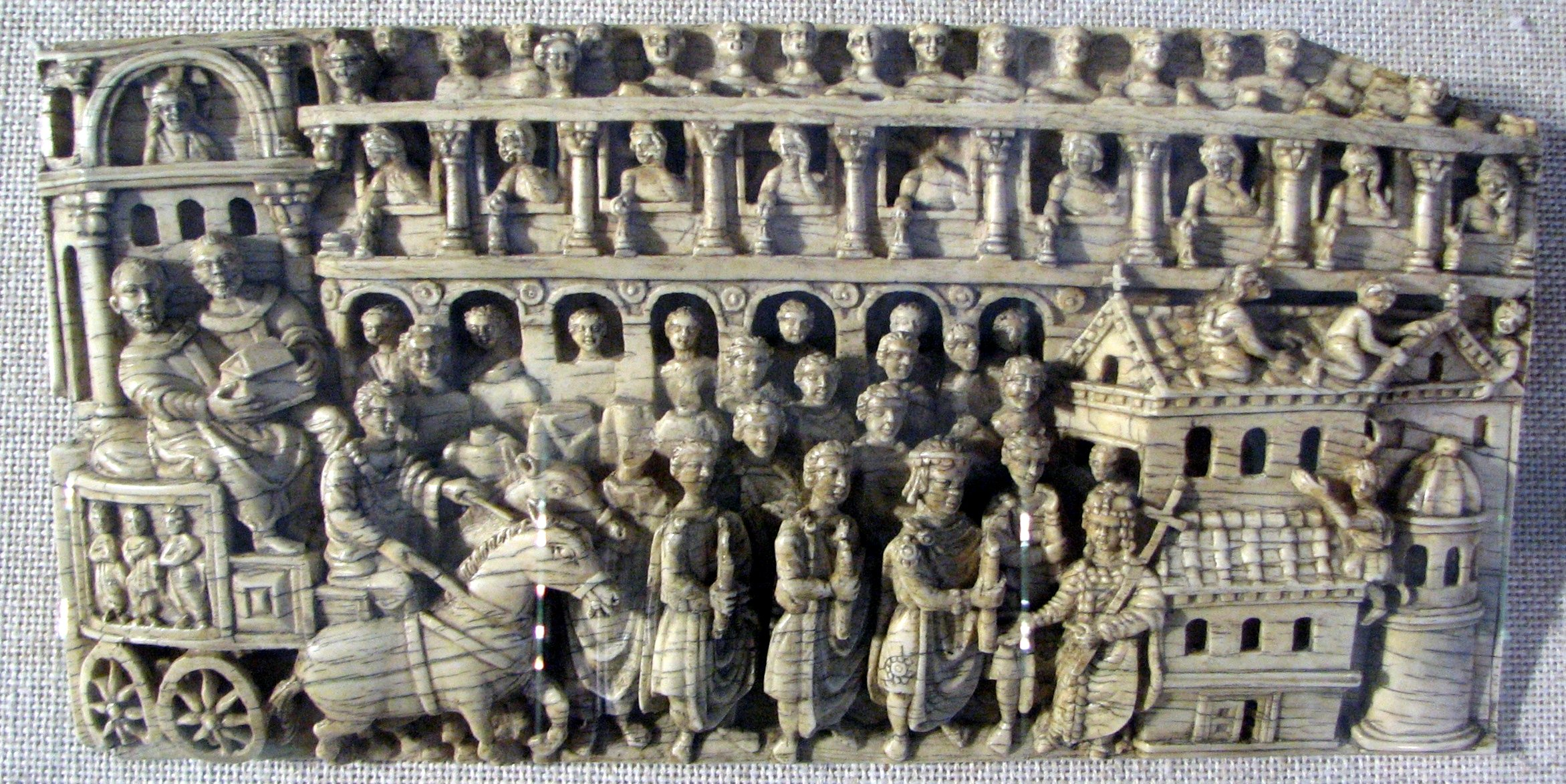
Bizantyjska plakietka ze sceną procesji z relikwiami z V wieku.

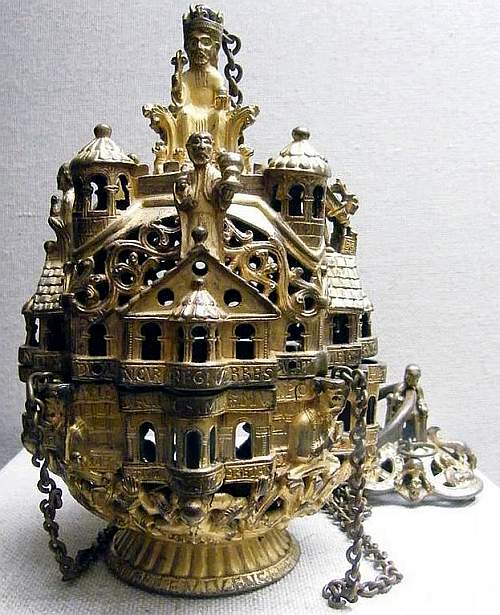
Romańska kadzielnica Gozberta

Skarbiec katedralny w Trewirze (niem. Domschatz Trier) – skarbiec mieszczący zbiór średniowiecznych i nowożytnych dzieł sztuki, głównie rzeźby i rzemiosła artystycznego, przy katedrze Św. Piotra w Trewirze (Nadrenia-Palatynat, Niemcy). Skarbiec, którego geneza sięga antyku należy do najbogatszych tego typu zbiorów sztuki w Niemczech.

## Historia
Geneza skarbca sięga antyku i ma związek ze świętą Heleną, matką cesarza Konstantyna Wielkiego. Cesarzowa miała sprowadzić do Trewiru (gdzie rezydował jej syn) domniemane relikwie związane z Jezusem i Jego uczniami, wśród nich tunikę Chrystusa, wspomnianą w Ewangelii Jana, fragment gwoździa z krzyża Chrystusowego, ponadto ząb św. Piotra i sandały św. Andrzeja. Istotnym dla skarbca okresem był pontyfikat arcybiskupa Egberta, który zlecił wykonanie relikwiarzy. Prócz relikwii związanych z cesarzową Heleną, Egbert polecił wykonać relikwiarz cząstki pastorału św. Piotra. By zabezpieczyć relikwiarze przed kradzieżą i pożarem, w 1200 wzniesiono w północnej części chóru skarbiec (niem. Schatzhaus). Szybko powiększające się zbiory skarbca wymagały nowej siedziby – ok. 1480 wybudowano w południowej części katedry tzw. Badische Bau, które mieści archiwum oraz skarbiec katedralny. Inwentarze (1238, 1429 oraz 1776) przekazują szczegółowe informacje na temat zbiorów skarbca katedralnego, który przetrwał nietknięty przez stulecia. Dopiero w 1792 duża część zbiorów została zużyta do sfinansowania wojny przeciwko francuskim rewolucjonistom. Przetopiono wtedy na monety 399 kg złota ze skarbca. Przetrwało jedynie 12 dzieł. W XIX-XX w. dzięki licznym darom, a także zakupom skarbiec wzbogacił się o liczne dzieła sztuki, głównie z obszarów Nadrenii i Lotaryngii.

## Zbiory
Skarbiec katedralny w Trewirze mieści bogatą kolekcję dzieł plastycznych od antyku po późnej nowożytności. Do najstarszych dzieł zalicza się niewielki relief wykonany w VI wieku, z kości słoniowej przedstawiający translację relikwii do świątyni Hagia Sophia. Jest to najprawdopodobniej fragment nieistniejącego relikwiarza. Z dzieł związanych z fundacjami arcybiskupa Egberta wyróżniają się relikwiarz św. Andrzeja mieszczący oprócz sandała św. Andrzeja szereg relikwii nabytych przez świętą Helenę. Z dzieł romańskich wyróżniają się m.in. zespół romańskich trybularzy z terenów Nadrenii i Lotaryngii, w tym kadzielnica Gozberta, wykonana około 1100 roku, która jest ideowym odzwierciedleniem Świątyni Salomona i Niebiańskiej Jerozolimy. Zespół późnoromańskich insygniów arcybiskupów trewirskich tworzą m.in. emaliowane pastorały Heinricha von Finstingena i Arnolda II von Isenburga, wykonane w Limoges w XIII stuleciu.
Ponadto w skarbcu znajduje się szereg cennych rękopisów średniowiecznych i nowożytnych: Kodeks Św. Symeona z Trewiru, Ewangeliarz z Helmarshausen, Księga perykop biskupa Kuno II Falkelnsteina, zapis z pielgrzymki do Trewiru w 1655 roku, a także paramenty liturgiczne.